# 드니 메노셰
드니 메노셰(Denis Ménochet, 1976년 9월 18일 ~ )는 프랑스의 배우이다.

## 작품 목록
- 어쌔신 크리드